# Bruno Sorich
Bruno Sorich (Metković, 16 maggio 1904 – Chistagne, 7 giugno 1942) è stato un canottiere italiano, medaglia di bronzo nella gara di otto con nel Canottaggio ai Giochi olimpici di Parigi 1924.

## Biografia
Fu componente della società Canottieri Diadora di Zara (allora provincia del Regno d'Italia). Dello stesso equipaggio che vinse la medaglia olimpica ai Giochi di Parigi 1924 facevano parte il milanese Giuseppe Crivelli e gli zaratini Pietro Ivanov, Vittorio Gliubich, Carlo Toniatti, i tre fratelli Cattalinich e il timoniere Latino Galasso. Caduto in Dalmazia nel 1942, è medaglia d'argento al valor militare .

## Palmarès
| Anno | Manifestazione  | Sede   | Evento   | Risultato |
| ---- | --------------- | ------ | -------- | --------- |
| 1924 | Giochi olimpici | Parigi | Otto con | Bronzo    |